# هوبو غوانبياو

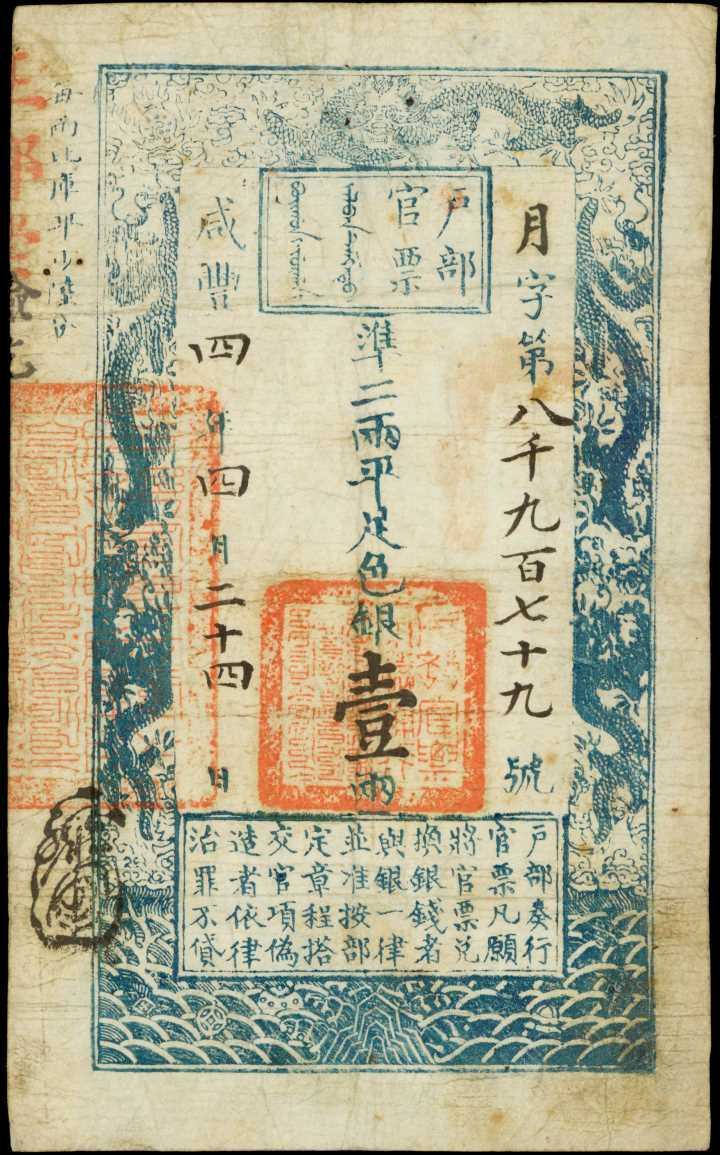

هوبو غوانبياو ( بالصينية التقليدية : 戶部官票، "أوراق مالية حكومية لوزارة الإيرادات") هو اسم سلسلتين من الأوراق النقدية الحكومية أصدرتهما سلالة تشينغ . عُرفت السلسلة الأولى باسم تشاوغوان (鈔官) وطُرحت في عهد الإمبراطور شونزي خلال غزو تشينغ لسلالة مينغ، ولكن سرعان ما تُخُلِّيَ عنها بعد انتهاء هذه الحرب. طُرحت وسط مقاومة متبقية من عرق الهان للغزاة المانشو . أُنتجت هذه الأوراق النقدية الحكومية على نطاق ضيق، بلغ 120,000 سلسلة من العملات النقدية سنويًا، ولم تستمر إلا بين عامي 1651 و1661. بعد وفاة الإمبراطور شونزي عام 1661، تضاءلت الدعوات لاستئناف إصدار الأوراق النقدية، على الرغم من أنها لم تختفِ تمامًا.  
على مدار 268 عامًا، أصدرت الحكومة المركزية لسلالة تشينغ (1644-1912) عملات ورقية صينية تقليدية (مطبوعة عموديًا) مرتين فقط. في المرة الثانية، أُدرجت السلسلة الثانية من عملة هوبو غوانبياو، التي طُرحت في عهد الإمبراطور شيانفينغ ردًا على النفقات العسكرية الباهظة التي اضطرت الحكومة إلى إنفاقها خلال ثورة تايبينغ . وطُرحت هذه السلسلة الثانية إلى جانب عملات "أوراق كنز تشينغ النقدية" النقدية المصنوعة من سبائك النحاس (大清寶鈔).
ومع ذلك، لم تحتفظ الحكومة باحتياطيات كافية من العملة الصعبة لدعم الأوراق النقدية الجديدة، ولم تسمح العديد من الحكومات الإقليمية بدفع الضرائب باستخدام النقود الورقية، وبعد بضع سنوات بدأت الحكومة في رفض تحويل النقود الورقية الجديدة إلى عملة صعبة، وبدأ الشعب الصيني في عدم الثقة بها كوسيلة صالحة للتبادل . ردًا على النفقات العسكرية المتزايدة التكلفة بسبب تمرد تايبينغ، بدأت الحكومة في إنتاج المزيد والمزيد من الأوراق النقدية ذات الفئات العالية والتي لم تكن قابلة للتحويل مما تسبب في تضخم مفرط ، في عام شيانفينغ الثامن (1858) خفضت الحكومة قيمة سلسلة هوبو غوانبياو بالكامل لصالح أوراق كنز تشينغ النقدية.
بحلول عام شيانفينج التاسع (1859) ورقة كنز تشينغ النقدية قد أصبحت أيضًا منخفضة القيمة تمامًا وأُلغيت في النهاية.

## الإصدارات المبكرة
خلال فترة الانتقال من مينغ إلى تشينغ، أصدرت حكومة مانشو أوراقًا نقدية حكومية تُعرف باسم هوبو غوانبياو (戶部官票) أو شونزي غوانبياو (順治官票) أو شونزي تشاوجوان (順治鈔貫)  والتي صدرت لأول مرة في عام 1651 بمبادرة من وزير الإيرادات، وي شيانغشو (魏象樞) أثناء الحرب مع بقايا أسرة مينغ لتغطية النفقات الأكثر إلحاحًا للمانشو حيث كانت مالية تشينغ خلال هذه الفترة في ضائقة مالية شديدة، وقد أُعلن عن بطلان هذه الأوراق النقدية بعد عقد واحد فقط من إصدارها. أُصدِر مبلغ سنوي قدره 128000 غوان (貫)، بإجمالي مبلغ 1.28 مليون غوان أُنتِج قبل إلغائها. اتبعت فئات Hubu Guanpiao نمط أوراق كنز مينغ النقدية التي أصدرتها أسرة مينغ، ولكن نظرًا لندرة المصادر التاريخية حول النقود الورقية في عصر تشينغ المبكر، فلا يمكن معرفة الكثير عنها.   بعد هوبو غوانبياو، نادرًا ما اقترح مسؤولو المحكمة إعادة إدخال النقود الورقية إلى إمبراطورية تشينغ، ومن بينهم كان Cai Zhiding (蔡之定) في عام 1814 و Wang Yide (王懿德) في أطروحته عن النقود المعروفة باسم Qianbi Chuyan (錢幣芻言). 
أشار بينغ شينوي إلى أن حكام المانشو في عهد أسرة تشينغ كانوا رجعيين تجاه الضغط التضخمي الذي عانت منه إمبراطورية جورشن السابقة بعد أن أساءوا استخدام قدرتهم على طباعة أوراق جياو تشاو . ويجادل الباحثون المعاصرون بأن الأوراق النقدية الصادرة خلال فترة شونتشي، على الرغم من قصر مدتها، قد رسخت على الأرجح إحجام أسرة تشينغ عن إصدار أوراق نقدية حكومية، لأن هذا الإصدار أثبت أيضًا أنه تضخمي، مما أكد مخاوفهم.  
اقترح المؤرخ الاقتصادي التايواني لين مان هونج أن متاجر النقود الصينية لم تبدأ بإنتاج أوراق نقدية خاصة بها حتى نهاية فترة تشيان لونغ ، ومن المرجح جدًا أن تكون هذه المتاجر أكثر تطورًا في شمال الصين ، حيث أنتجت متاجر النقود هذه أوراقًا نقدية كانت في الغالب مقومة بعملات نقدية بينما كانت الأوراق النقدية من جنوب الصين تميل إلى أن تكون مقومة بتايل من الفضة.  ومن المحتمل أيضًا أن تكون الأوراق النقدية الخاصة قد ظهرت في وقت سابق من القرن الثامن عشر وأن وجودها سيصبح شائعًا جدًا بحلول عشرينيات القرن التاسع عشر. 

## عصر شيانفينغ
أُنشِئَت أوراق نقدية حكومية قائمة على التايل من عصر شيانفينج هيبو غوانبياو (戶部官票) من نفس الوضع الذي أدى إلى إنشاء أوراق نقدية قائمة على العملات النقدية من كنز تشينغ (大清寶鈔)، مع كون الاختلاف الرئيسي هو شكل العملة التي يمكن استرداد هذه الأوراق النقدية بها.  

### الخلفية الاقتصادية والنقدية
صدر سلف النقود الورقية (紙幣) المعروف باسم " النقد الطائر " من قبل أسرة تانغ ؛ ومع ذلك، لا يمكن بأي حال من الأحوال اعتبار هذه الكمبيالات شكلاً من أشكال النقود الورقية لأنها لم تكن مخصصة لتكون وسيلة للتبادل وكانت قابلة للتداول فقط بين نقطتين بعيدتين.  صدرت أول نقود ورقية حقيقية في العالم في عهد أسرة سونغ ، وكانت عبارة عن أوراق دفع أصدرها التجار في سيتشوان والمعروفة باسم جياوزي ،  في عهد الإمبراطور تشينزونغ (997-1022) منحت حكومة أسرة سونغ احتكارًا لإنتاج أوراق جياوزي لستة عشر تاجرًا ثريًا في سيتشوان، حيث كان هؤلاء التجار بطيئين في استرداد أوراقهم وبدأ التضخم يؤثر على هذه الأوراق النقدية الخاصة، قامت الحكومة بتأميم النقود الورقية في عام 1023 تحت إشراف مكتب الصرف. وبما أن هذه الأوراق النقدية كانت مدعومة من الحكومة فقد حققت نجاحًا فوريًا واعتبرها الناس جديرة بالثقة مثل عملات الكاش ، وتشمل الأنواع الأخرى من الأوراق النقدية الصادرة في عهد أسرة سونغ هويزي وجوانزي .  قبل أن تغزو إمبراطورية المغول الصين، أصدرت أسرة جين أيضًا نقودًا ورقية.  
قبل تأسيس أسرة مينغ، عانت أسرة يوان المنغولية من حالة شديدة من التضخم المفرط مما جعل النقود الورقية التي أصدرتها عديمة القيمة.  وفي عهد أسرة يوان، ظلت العملات النقدية النحاسية متداولة مع النقوش Zhida Tongbao (至大通寶) و Dayuan Tongbao (大元通寶) و Zhizheng Tongbao (至正通寶) التي شكلت غالبية الإصدارات المتداولة و" سلاسل العملات النقدية " التي ظلت وحدة نقدية.   ثم بدأت الفضة في احتلال مكانة بارزة في الاقتصاد المغولي واستكملت بالنقود الورقية التي أصدرتها الحكومة .  وفي عهد قوبلاي خان، أُصدِرَت Zhongtong Jiaochao (中統交鈔) التي كانت قيمتها تعتمد على نسيج الحرير . في عهد كولوغ خان عام 1308، أُصدِرَت Zhiyuan Baochao (至元寶鈔) والذي استكمل بـ Zhida Yinchao (至大銀鈔) القائمة على الفضة، ولكن تودوِلَت لمدة عام واحد فقط. كانت السلسلة الأخيرة من النقود الورقية التي أصدرتها حكومة أسرة يوان من عام 1350 هي Zhizheng Jiaochao (至正交鈔). كان الاختلاف الرئيسي بين كيفية استخدام النقود الورقية في عهد المغول وفي عهد أسرة سونغ هو أنه في مناطق معينة من أسرة يوان، كانت الأوراق النقدية هي الشكل الوحيد المقبول للعملة ولم يكن من الممكن استبدالها بعملات كاش نحاسية أو عملات سيسي. كان يُعرف استبدال النقود الورقية بالنحاس أو الفضة باسم duìxiàn (兌現، "تحويل إلى مسكوكة") وهو السبب الرئيسي وراء اعتبار الأشكال السابقة من النقود الورقية موثوقة. نظراً لاعتماد هذه المناطق كلياً على النقود الورقية، تأثرت بشدة بالتضخم، إذ لم يكن بالإمكان تحويل أوراقها النقدية إلى عملة بناءً على أي قيمة جوهرية. لهذا السبب، سمح المغول لرعاياهم بمواصلة استخدام العملات النقدية المصنوعة من سبائك النحاس، وأصدروا عملات جديدة بين الحين والآخر. خلال العقود القليلة الأخيرة من حكم أسرة يوان، تسبب التضخم في فقدان الناس ثقتهم بالنقود الورقية، وأصبحت المقايضة أكثر وسائل التبادل شيوعاً.  
خلال بداية حكم المانشو للصين في عام 1644، بلغ إجمالي الإيرادات الإمبراطورية لسلالة تشينغ ما يقرب من 30 مليون تايل . وكانت نفقات الحكومة الإمبراطورية في ذلك الوقت متواضعة في المقابل. وخلال فترات التوازن في تاريخ سلالة تشينغ في القرنين السابع عشر والثامن عشر، تجاوزت الإيرادات الإمبراطورية النفقات الحكومية باستمرار، مما أدى إلى فائض نقدي كبير في الخزانة الصينية الإمبراطورية. وقد خلق اتساع الصين اتصالات سيئة عبر المكاتب الحكومية وشجع التراخي العام في الإدارة على جميع أنواع المخالفات في جميع أنحاء البلاد. وخلال مسار تمرد تايبينغ، ستشهد الصين وفاة ثلث شعبها مما أدى إلى تدمير اقتصادها بالكامل في هذه العملية. من بين أغنى 18 مقاطعة في الصين، تُركت 12 مقاطعة في حالة خراب، مما فرض ضغطًا كبيرًا على موارد حكومة سلالة تشينغ، مما أوشك على الانهيار، إذ زرع التمرد بذور المزيد من الكوارث التي أضرت باقتصاد الصين بشكل أكبر، وأدت في النهاية إلى سقوط سلالة تشينغ خلال القرن التالي. كان مصدر الدخل الرئيسي لحكومة سلالة تشينغ هو الضرائب. 
كانت ثورة تايبينغ أكبر حرب أهلية شهدتها الصين حتى تلك النقطة. كان جيش سلالة تشينغ للواء الأخضر وحاملي لوائه قد سقطوا منذ فترة طويلة في الاضمحلال، مما كشف عن الحالة المتداعية للجيش الصيني.  قرب نهاية عام 1851، أصدرت وزارة الإيرادات في بكين قوانين جمع الأموال العسكرية (餉事例).   بعد الهزائم المتكررة في ساحة المعركة التي عانت منها الحكومة الصينية، كان لا بد من جمع جيوش جديدة وأنواع جديدة من الجيوش. لهذه المهمة، اضطر الإمبراطور إلى اللجوء إلى المقاطعات. في النهاية، لم يكن أمام الحكومة الصينية الإمبراطورية أي سبيل سوى وضع المسؤولية الكاملة في هذه الوحدات المشكلة حديثًا بقيادة أمراء الحرب المحليين والأرستقراطيين. مُنح تسنغ جوفان ، مهندس النصر النهائي على مملكة تايبينغ، سلطات غير مسبوقة في هذا المسعى. بحلول يناير من عام 1862، ساءت الظروف.  لم تتلق قوات زنغ الآن سوى 40% من رواتبهم، ومع ذلك، تأخر الدفع بما يصل إلى 15 شهرًا. وبدأت حالات الفرار تحدث الآن لأول مرة منذ 9 سنوات من القتال.  انسحبت الحكومة من الأساليب التقليدية لتمويل الحرب المركزية لأنها أثبتت عدم فعاليتها. في المقابل، سمحت للمقاطعات الصينية بمرونة أكبر في جمع الإيرادات من ذي قبل، وذلك بشكل رئيسي من خلال التوسع الكبير في بيع المكاتب ، وهو إجراء طوارئ مالية صيني عريق لوزارة الإيرادات في العاصمة، ولكن لم يُستخدم على هذا النطاق من قبل الإدارات الإقليمية والعسكرية. كانت المكاتب التي تُعتبر سول هي مكاتب جيانشنغ (監生) وغونغشنغ (貢生). 
كانت سبائك الفضة المعروفة باسم السيسي جزءًا من النظام النقدي الصيني منذ حوالي أسرتي تانغ وسونغ، ولكن بسبب الندرة الطبيعية للفضة في الصين كانت نادرة وكان استخدام العملة الفضية مقصورًا على الطبقات العليا من المجتمع الصيني وكان استخدامها يُعطى كإِتَاوَة، أو لدفع الرشاوى، أو للتبرع بها، كما استُخدمت السيسي الفضية أيضًا كوسيلة لنقل الأموال الكبيرة لمسافات طويلة وكذلك لتخزين الثروة، واستخدمتها الحكومة لدفع النفقات العسكرية.  تغير كل هذا عندما بدأت أسرة مينغ التجارة مع البرتغاليين خلال القرن السادس عشر، حيث دخلت كميات كبيرة من الفضة الأوروبية إلى ميناء غوانجو التجاري مما أدى إلى فائض كبير من المعدن في الصين حيث بدأ التجار في استخدام الفضة لدفع ضرائبهم. زادت كميات الفضة المتدفقة بشكل كبير بعد أن أُجبرت أسرة تشينغ على فتح المزيد من الموانئ بعد حروب الأفيون . نظرًا لأن نظام الفضة المتداول في الصين نادرًا ما كان بنفس درجة الدقة، فقد كان من الضروري ابتكار وحدة حسابية قياسية، وقد أصبحت وحدة التبادل هذه للفضة المحاسبية تُعرف في اللغة الإنجليزية باسم " تايل " (والتي تُنطق بنفس طريقة نطق الكلمة الإنجليزية "tail"). 
لم يكن التايل بحد ذاته عملة، بل كان وزنًا يُستخدم لتمثيل أونصة واحدة نقية من الفضة التجارية. ولأن الصين كانت دولة كبيرة نسبيًا، حيث تتفاوت العادات المحلية تفاوتًا كبيرًا، فإن الأونصة في مكان ما قد لا تكون بالضرورة أونصة في جزء آخر من الصين. ونتيجةً لذلك، استُخدمت مجموعة كبيرة ومتنوعة من الموازين المختلفة في جميع أنحاء الصين من قِبل مختلف المهن، وكان كل منها يختلف إلى حد ما عن الموازين الأخرى المستخدمة في مختلف مجالات التجارة. 
لا يمكن إلقاء اللوم بالكامل على الإمبراطور شيانفينج في الأزمة النقدية التي شهدتها أسرة تشينغ خلال هذه الحقبة. كانت السياسة النقدية لحكومة تشينغ فعالة لأكثر من 160 عامًا، ولكن في عهد الإمبراطور داوجوانج ، الذي سبق عهد شيانفينج، أصبحت المشاكل المتأصلة في النظام واضحة. نشأت 3 قضايا رئيسية مع النظام.  أولاً، أصبحت العملات النقدية منخفضة القيمة بسبب المسؤولين غير الأمناء وفشل إمدادات النحاس المعتمدة على مناجم النحاس في يونان التي حُظِرَت من قبل المتمردين. ثانيًا، لم يتمكن قطاع الفضة الصيني، بنظام لوفانغ (الذي كان عبارة عن صهر خاص للسييس)،  من تلبية متطلبات القطاع التجاري الصيني بشكل كافٍ؛ وثالثًا، حكمت أسرة تشينغ حكومة أثبتت عجزها عن فرض السياسة النقدية التي نجحت بشكل جيد في السلالات السابقة.  بلغت هذه العوامل ذروتها حوالي عام شيانفينغ الثالث (1853).  وبحلول ذلك الوقت، كانت جيوش المتمردين التابعة لمملكة تايبينغ السماوية قد استولت على مدينة نانجينغ وأقامت عاصمتها هناك، مما استدعى اتخاذ تدابير تتجاوز الحلول التقليدية. 
بحلول وقت حدوث هذا، كانت الخزانة الصينية الإمبراطورية فارغة تقريبًا. أدرك Zeng Guofan أن جيشه لا يمكنه البقاء على قيد الحياة من الأراضي في مقاطعات Anhui و Jiangsu و Zhejiang التي يغزوها المتمردون. منذ أن تعرضت مقاطعة Jiangxi لمضايقات قليلة جدًا من قبل متمردي تايبينغ في نهاية عام 1858 تقريبًا، أصبح Zeng معتمدًا على مقاطعة Jiangxi للحصول على إمداداته العسكرية وجعل دفاعها جزءًا أساسيًا من استراتيجيته لمكافحة التمرد.   كانت المصادر الرئيسية للدخل في المقاطعة في ذلك الوقت تعتمد على الزراعة؛ ومع ذلك، غالبًا ما تعطل جمع البيانات الإحصائية التي جمعها الجهاز البيروقراطي الذي استند إليه نظام الضرائب تمامًا أثناء توغلات تايبينغ في المنطقة، مما حرم وزارة الإيرادات من قاعدتها التي تجمع عليها هذه الضرائب. وقد أدى ذلك إلى عدم دفع ضرائب الأراضي وإتاوات الحبوب التي كانت المصدرين الرئيسيين للإيرادات إلى حد كبير إلى الحكومة المركزية في بكين.  بالإضافة إلى ذلك، غالبًا ما كانت الضرائب المُحصّلة تُحوّل إلى خزائن المقاطعات المحلية لتغطية النفقات العسكرية للمقاطعات. وللتعويض جزئيًا عن هذه الخسائر، فُرضت ضريبة "ليجين". خلال ثورة تايبينغ بأكملها، لم تكن هناك أموال كافية لإدارة الحكومة الصينية ودفع رواتب الجيش لسحق الثورة. 
اتخذت هذه الضرائب التي جمعتها الحكومة الصينية الإمبراطورية أشكالاً مختلفة عديدة؛ أهمها نظام ضريبة الأراضي، وضريبة الحبوب، ونظام الإيرادات الجمركية الإمبراطورية، وضريبة احتكار الملح، وليجين، والضرائب والرسوم المتنوعة المفروضة على الشعب. منذ العصور القديمة، أنتجت ضريبة الأراضي ما يصل إلى ثلثي إجمالي إيرادات الحكومة الصينية.   في الصين، تاريخيًا، كانت جميع الأراضي داخل أراضيها تعتبر ملكًا للإمبراطور ، حيث اكتسبها الملك من خلال الغزو. ومع ذلك، تُركت كيفية استخدام هذه الأرض لأولئك الذين احتلوها وعاشوا عليها مقابل ضريبة سنوية بناءً على القيمة الإيجارية للأرض المعنية. في عام 1713، حدد الإمبراطور كانغشي الإيجار الذي جمعته الحكومة الصينية الإمبراطورية عند ¾ تايل لكل 6 مو (أو فدان واحد) من الأرض وأصدر مرسومًا بأن هذه النسبة يجب أن تظل دون تغيير إلى الأبد.   ومع ذلك، من وقت لآخر، كانت ضريبة الأراضي الفعلية التي تجمعها الحكومة الصينية تنخفض في بعض المناطق حيث كان ذلك ضروريًا نتيجة للكوارث الطبيعية مثل الفيضانات والزلازل والكوارث البشرية مثل التمردات والانتفاضات. 
تمتعت المقاطعات الصينية الأكثر تضررًا من تمرد تايبينغ، وهي آنهوي وتشجيانغ وخنان وجيانغشي وجيانغسو وقويتشو وسيتشوان، بإعفاءات ضريبية أقرتها الحكومة لعقود، وذلك بسبب الدمار الذي ألحقه بها تمرد تايبينغ.  وقد تسبب هذا الإعفاء في خسارة كبيرة لإيرادات الحكومة الإمبراطورية التي كانت قد جنتها سابقًا من تلك المقاطعات. وانخفضت عائدات ضرائب الأراضي المحصلة خلال تلك الحقبة على مستوى المقاطعات بشكل كبير. وشاعت مخالفات جسيمة وابتزازات جماعية من جانب جباة الضرائب المحليين. 
كانت ضريبة الحبوب ثاني أهم ضريبة جمعتها الحكومة الصينية الإمبراطورية.  حُددت حصص سنوية، لكنها اقتصرت على المقاطعات الخمس عشرة ذات التربة الخصبة، الواقعة جميعها على طول حوض نهر اليانغتسي. قُيّمت الحصص التي حددتها الحكومة الصينية الإمبراطورية بناءً على إنتاجية الحبوب المحلية في هذه المقاطعات. 
فرضت الحكومة الصينية رسومًا جمركية على الجمارك والبضائع التي دخلت الصين منذ العصور القديمة التي يرجع تاريخها إلى نفس عصر الأرض. ومع الفتح القسري لأبواب أسرة تشينغ بعد حروب الأفيون والزيادة التالية في التجارة البحرية مع الدول الأجنبية، اكتسبت الرسوم الجمركية مستوى متزايدًا من الأهمية في نظام الضرائب الصيني. قبل عام 1854، كانت تُمارس نفس الإدارة المتساهلة إلى حد ما وخفة اليد مع تحصيل جمارك الاستيراد كما مارستها الحكومة الصينية مع ضريبة الأراضي.   في سبتمبر 1853، حدث حدث من شأنه أن يغير طريقة تحصيل هذه الجمارك إلى الأبد، وفي هذه العملية أدى هذا الحدث إلى تحويل الجمارك البحرية الصينية إلى قوة كفؤة وعالية الكفاءة للحصول على عائدات ضريبية للحكومة الصينية. في سبتمبر من عام 1853، هدد متمردو تايبينغ، الذين شقوا طريقهم إلى أسفل وادي اليانغتسي بينما تركوا الكثير من الدمار في أعقابهم، مدينة شنغهاي الساحلية.  لم يضيع مسؤولو الحكومة الصينية الموالون أي وقت في الفرار إلى مستوطنة شنغهاي الدولية التي كانت محمية بمدافع السفن الحربية الأجنبية المتمركزة هناك. كانت جمارك شنغهاي قد تُخُلِّيَ عنها بحلول هذا الوقت.  جاء التجار ورجال الأعمال الأجانب، الذين رفضوا دفع الرسوم للمسؤولين الصينيين غير المصرح لهم، للإعلان عن سلعهم المستوردة بدلاً من ذلك إلى القنصليات التي تمثلهم في المدينة حتى يمكن إعادة فتح الجمارك الصينية. أدى هذا إلى قدر كبير من عبء العمل على هذه القنصليات الأجنبية، حيث كانت الأموال التي تُجمَع من خلال الرسوم الجمركية تستند إلى ضريبة القيمة المضافة بنسبة 5٪ على جميع الواردات والصادرات في شنغهاي.   أنشأ المسؤولون القنصليون الأجانب، الذين لم يتمكنوا من التعامل مع هذا الحجم الكبير، خدمة الجمارك البحرية ليديرها ممثلون قنصليون بريطانيون وأمريكيون وفرنسيون وأعطوا هذا المكتب مهمة تحصيل جميع الرسوم الجمركية على السلع المتداولة. نظرًا لأنه في ذلك الوقت كان المفتش البريطاني فقط قادرًا على التحدث باللغة الصينية الماندرين ، فقد سُلِّم منصب المفتش العام.  كان من النادر جدًا أن يكون للتجار الصينيين المعاصرين الذين قدموا إلى مستوطنة شنغهاي الدولية أي اتصال سابق مع أشخاص غربيين. يمكن لهؤلاء الأشخاص الآن ملاحظة ممارسات الأعمال الغربية وإدارتها عن كثب للغاية. أدرك بعض هؤلاء اللاجئين الذين فروا إلى المستوطنة الدولية بسرعة أن بلادهم ستستفيد إذا اتبعت الصين مثال الغرب. أدت هذه الانطباعات عن الفطنة التجارية الأجنبية المكتسبة خلال هذه الحقبة، إلى جانب التعاون الناشئ عن الحاجة في هذا الوقت الفوضوي في تاريخ الصين، إلى إنشاء أول شركات شحن صينية حديثة ومؤسسات تجارية مماثلة.   نُظِّمَ الجمارك البحرية الإمبراطورية بشكل جيد لدرجة أنها أصبحت نموذجًا للكفاءة، لدرجة أن البريطانيين لم يتخلوا أبدًا عن سيطرتهم على هذا النظام خلال الصين الإمبراطورية، واستمر المانشو في هذا الترتيب حتى نهاية سلالة تشينغ. 
منذ العصور القديمة في الصين، كانت تجارة الملح تُعامل كاحتكار حكومي. وصف جون إي. ساندروك إدارة هذه السلعة بأنها "معقدة للغاية، لدرجة أنها تبدو، بالمقارنة، مجرد لعبة أطفال."  ونظرًا لعدم توزيع الملح بشكل متساوٍ في جميع أنحاء الأراضي الصينية، قُسِّمت الصين إلى عدة مقاطعات في محاولة لتحقيق التوازن في الظروف الطبيعية في مختلف المناطق.  ووُضع جدول زمني لتحصيل الضرائب، على غرار ما هو متبع في تجارة الملح الصينية. فُرضت ضرائب أعلى بكثير على المستهلكين بالقرب من البحر، على سبيل المثال، مما شجع الجميع على تبخير ملحهم، بينما في الأماكن التي لا يُنتج فيها ملح، كانت الضريبة المرتفعة تُقلل الاستهلاك، مما يُقلل الإيرادات. ومن خلال هذا التعديل الدقيق لضريبة الملح الصينية، حافظت الخزانة الإمبراطورية الصينية على تدفق ثابت للدخل ذي نسب كبيرة. 
كان خامس مصادر الإيرادات الإمبراطورية هو الأكثر تنوعًا بلا منازع. كانت هذه "الضرائب والرسوم المتنوعة"، وقد شملت هذه الفئة كل ما يمكن تخيله. كانت هناك ضرائب منفصلة على الصكوك، والخمر ، والتبغ ، والشاي ، والسكر ، والأخشاب ، على سبيل المثال لا الحصر. كما فُرضت ضرائب على إدارة الأعمال التجارية، وضريبة على التعدين، وضريبة على الجزارين، وضريبة على محلات الرهن، وضريبة على صيد الأسماك. في الواقع، لم يتغير إلا القليل جدًا على مر السنين. فُرضت الرسوم على سلع مثل الحبوب، والحرير، والماشية، والعربات، والنفط، والقطن، والإبل، والخيزران، والكبريت، والقماش، وغيرها.   وعلى الرغم من اتساع نطاق الضرائب والرسوم المذكورة أعلاه، إلا أن كل ضريبة في حد ذاتها كانت ضئيلة جدًا وذات أهمية ضئيلة للفرد في الصين، إلا أنها في المجمل كانت ذات أهمية كبيرة للحكومة الصينية. شكّل تحصيل هذه الإيرادات المتنوعة ومحاسبتها كابوسًا إداريًا حقيقيًا لهيئات الضرائب الحكومية الصينية الإمبراطورية. 
كوسيلة لتعزيز الإيرادات، فرضت الحكومة الصينية ضريبة ليجين (釐金، وتعني "مساهمة قدرها ألف" باللغة الصينية الماندرينية، أو 1‰) والتي أثبتت نجاحها الباهر؛ إلا أن هذه الضريبة أعاقت التجارة والبدء بشكل كبير.   كانت الليجين ضريبة تُفرض على السلع المتداولة. أُنشئت نقاط تجميع ليجين على جميع الطرق السريعة والممرات المائية في الصين.  بالإضافة إلى ذلك، كانت تُجبى ضريبة الليجين عند كل معبر حدودي بين المقاطعات الصينية وعند جميع بوابات المدن. يجب أن تمر الأخشاب القادمة من أعالي نهر يالو والمتجهة إلى العاصمة بكين عبر ما لا يقل عن 68 محطة تفتيش لتُفرض الضريبة عليها. أضافت الليجين المُحصلة ما لا يقل عن 17% إلى تكلفة هذه المواد. حددت ضريبة الليجين المبلغ المُحصل في أي مقاطعة بنسبة 10%. أدت الرسوم المُحصلة على السلع المارة إلى تباطؤ كبير في تدفق الأعمال داخل الصين.   نجا نظام ليجين من سقوط أسرة تشينغ لأنه كان مصدرًا رئيسيًا للإيرادات. شكلت ضريبة ليجين المصدر الرئيسي للدخل للمقاطعات الصينية وكانت ضرورية للغاية للعمليات العسكرية التي أجراها تسنغ جوفان. حددت وزارة الإيرادات الأموال التي يجب إرسالها إلى الحكومة المركزية في بكين والتي يمكن الاحتفاظ بها للاستخدام المحلي للمقاطعات. أثبتت حقيقة أن الدفع العسكري للقوات الإقليمية كان في بعض الأحيان من 8 إلى 9 أشهر في بعض المناطق أن الأموال ذهبت في كثير من الأحيان إلى بكين بدلاً من خزائن الحكومات الإقليمية. 

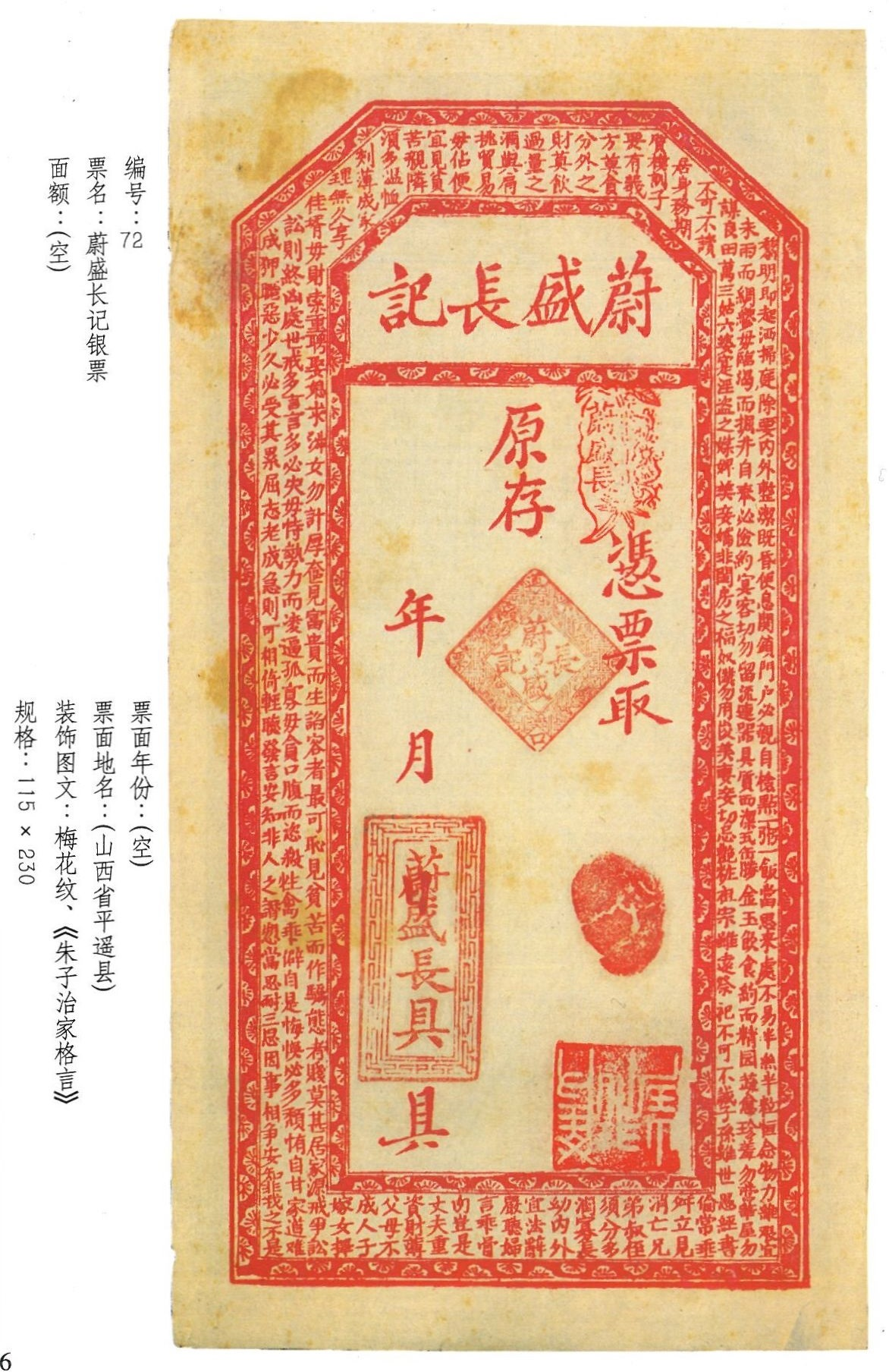
نموذج فارغ من ورقة حوالة مالية صادرة عن بنك ويشينغ تشانغ (蔚盛長)، أحد بنوك شانشي.

كان أحد المخططات التي قدمتها الحكومة الصينية الإمبراطورية لجمع الأموال هو السماح للحكومات الإقليمية ببيع شهادات الأكاديمية الإمبراطورية، وجُمِعَت الأرباح من هذا في صندوق يُعرف باسم صندوق جيانشنغ الفضي (監銀). في عهد الإمبراطور داوجوانج ، احتفظت خزائن المقاطعات بحوالي 48٪ من الأموال المكتسبة من هذا المخطط في احتياطيات الحبوب الإقليمية المعروفة باسم تشانغبينغكانغ (常平倉) واحتياطيات الفضة الإقليمية المعروفة باسم فينغزوين (封貯銀)، كانت وزارة الإيرادات تحاول وضع يديها على ثلث هذه الاحتياطيات، واقترضت فعليًا مقابل الدخل المتوقع لصناديق جيانشنغ الفضية الإقليمية التي كانت تغذي هذه الاحتياطيات.  لم يكن هذا المخطط فعالًا إلا إذا كانت الحكومة الصينية الإمبراطورية تمتلك جوائز مكانة (والتي كانت رأس مال رمزي) يرغب الناس بالفعل في شرائها باستخدام رأس مال اقتصادي حقيقي، وكان يتعين على الحكومة الإمبراطورية أن تكون قادرة على إملاء أسعار هذه الجوائز الرمزية بشكل تعسفي، كما كانت ستحافظ أيضًا على السيطرة الكاملة على عملية بيع هذه الجوائز.  انتقد الرقيب الصيني هواشانا (花沙納) بشدة خطة وزارة الإيرادات الرامية إلى تحقيق الربح، والمتمثلة في بيع شهادات وألقاب امتحانات المقاطعات (舉人)، وهو أمر لم يُسمح به قط في تاريخ الصين قبل أن يُظهر مدى يأس وزارة الإيرادات آنذاك من جمع المال لمواصلة خوض الحرب الباهظة. أشاد هواشانا بفكرة إصدار النقود الورقية كبديل أفضل بكثير من بيع المكاتب والشهادات، ولكن على الرغم من موقفه المناهض لبيع المكاتب، إلا أنه لم يدع إلى إلغائها. 
خلال القرن التاسع عشر، بلغت تجارة الصين في سلع مثل الشاي، والحرير، والحبوب حجمًا هائلًا، مما أثقل كاهل نظام العملة الصيني القائم على العملات النقدية المصنوعة من سبائك النحاس. خلال هذه الفترة، كان لا بد من تحويل الإيرادات الصينية الإمبراطورية إلى العاصمة بكين ودفع رواتب مؤقتة. في ذلك الوقت، كان نقل كميات كبيرة من سبائك المعادن الثمينة مكلفًا ومحفوفًا بالمخاطر.  ومع اندلاع ثورة تايبينغ، ازدادت خطورة التعامل في الأموال والإيرادات. وللتغلب على هذه الصعوبات الجديدة، توسعت بنوك شانشي القائمة (票号، "بنوك السحب" أو "بنوك التحويلات"، والتي اكتسبت هذا اللقب لأن معظم بنوك التحويلات كانت مملوكة ومدارة من قبل تجار من مقاطعة شانشي ،  في الوقت نفسه، أطلق الأجانب في الصين على هذه المؤسسات اسم "البنوك المحلية" لوصف بنوك شانشي وكبار مُقرضي الأموال الذين تراكمت لديهم رؤوس أموال كافية لتقديم القروض) بشكل كبير لتلبية هذا الطلب. كانت الوظيفة الرئيسية لبنوك شانشي في الظروف العادية هي إرسال العملة إلى أماكن أبعد للدفع مقابل السلع والخدمات المتداولة.   مقابل هذه الخدمة، فرضت بنوك التحويلات رسومًا تتراوح من 2٪ إلى 6٪. وخلال سير العمل المعتاد، احتفظت هذه البنوك أيضًا بأموال حكومة تشينغ الصينية للصرف. ونظرًا لأن بنوك شانشي كانت ممثلة بقوة في شمال الصين، فقد رأت الحكومة الصينية أنه من الطبيعي أن تُختار هذه البنوك لصرف أوراق التايل هوبو جوانبياو من خلال خدماتها.  كانت بنوك شانشي نشطة غالبًا في موانئ المعاهدات المخصصة لتنمية أعمال التجار الصينيين والتجار الأجانب على حد سواء. كانت بنوك شانشي تميل إلى أن تكون تنافسية للغاية بطبيعتها وتعاونت على نطاق واسع مع فروع أخرى من المؤسسات المصرفية في نطاقها الخاص، وغالبًا ما كانت ترسل أخبارًا مهمة متعلقة بالبنوك إلى البنوك الأعضاء عن طريق الحمام الزاجل .  قبل إدخال السكك الحديدية إلى الصين، اعتمد الاقتصاد الصيني بشكل كبير على بنوك شانشي لتمويل التجارة بين المدن. في شمال الصين، كانت الجمل هي وسيلة النقل البري المفضلة نظرًا لقدرة هذه الحيوانات على التكيف مع ظروف شمال الصين بينما لم تستطع العديد من الحيوانات الأخرى ذلك، وكانت بنوك شانشي تستخدم الجمال في الشمال للنقل.  كانت بنوك شانشي وغيرها من الشركات المصرفية الصينية أساسية في ربط مختلف الأنظمة النقدية المتداولة في الصين في ذلك الوقت من خلال تسهيل التجارة بين المناطق، وتوفير الائتمان للتجار، والتعاون في أوقات الأزمات. كان من المعتاد على سبيل المثال أن تقدم بنوك شنغهاي سلفًا لأصحاب السفن غير المرخصة الذين كانوا يعملون في تجارة نقل الأرز إلى الشمال، محتفظين بسفنهم كضمان. كانت هذه السفن غير المرخصة بعد تفريغ أرزها في الميناء، تعود بشحنات من الزيت، والبازلاء، وكعك الفاصوليا، ومنتجات أخرى للتجارة. 
في عام 1858، حدثت أزمة عندما سمحت بنوك شنغهاي للتجار باقتراض المال لدفع ثمن استيراد مختلف المنتجات والبضائع الأجنبية، على أمل أن تعود سفن الجزية محملة بالنفط والمواد الغذائية بقيمة تكفي لتعويض السلفة التي دفعتها بنوك شنغهاي. ومع ذلك، في ذلك الوقت، كانت حرب الأفيون الثانية تدور رحاها مع المملكة المتحدة وفرنسا في الأجزاء الشمالية من الصين.  غرقت سفن الجزية في رحلة عودتها إلى شنغهاي. لو طُلب على الفور الحصول على سبائك من المعادن النفيسة كالذهب والفضة لتغطية الخسارة التي حدثت خلال هذه الأزمة، لكانت بنوك شنغهاي قد أفلست. وبتحالفها مع مجموعة شانشي، مُنحت بنوك شنغهاي المحلية وقتًا من حاملي الأوراق النقدية للحصول على الأموال اللازمة من مدن صينية أخرى، وبالتالي تُجُنِّبَت الأزمة التي كان من الممكن أن تؤثر سلبًا على اقتصاد شنغهاي . 
تسببت ثورة تايبينغ في سقوط حكومة أسرة تشينغ في دوامة ديون شديدة مما أجبرها على إعادة النظر في إدخال النقود الورقية كوسيلة للتبادل.  وقد أعلنت الحكومة الإمبراطورية عن هذا باعتباره شرًا ضروريًا بسبب نقص البرونز مما يعني أن إنتاج العملات النقدية يجب أن يحدث على نطاق واسع. كان الشعب الصيني الفقير لعدة قرون ضد فكرة إصدارات النقود الورقية بأي شكل من الأشكال ولن يقبلها لأي سبب من الأسباب.  قبل نصف قرن في عام 1814، عندما قدم كاي تشيدينغ (蔡之定، تساي تشيه تينغ)، الذي كان مسؤولًا كبيرًا في وزارة الدولة، التماسًا إلى محكمة إمبراطور جيا تشينغ يدعو إلى استئناف العملة الورقية، رُفِضَ هذا الطلب. وُبِّخ كاي بشدة لاحقًا في نصب تذكاري للإمبراطور جيا تشينغ، حيث أشار إلى أن الحكومة الصينية أو أي فرد في الماضي لم يستفد من تداول العملة الورقية.  ولم يكن موقف الإمبراطور جيا تشينغ مُبرَّرًا تمامًا في تأكيد موقفه ضد العملة الورقية، إذ كانت أوراق حكومة مينغ منذ طرحها غير قابلة للتحويل إلى عملات معدنية. ومع عدم وجود دعم حكومي لأي أشكال أخرى من العملات، انخفضت قيمة هذه الأوراق بسرعة. وبينما قد يبدو هذا منطقيًا اليوم، كان على الصينيين أن يتعلموا هذا الدرس بالطريقة الصعبة.  
كان أول تغيير جذري في النظام النقدي الصيني يتمثل في تفويض وإدخال "عملات نقدية كبيرة" (大錢 - تُعرف اليوم باسم عملات نقدية متعددة).  واعتُبر هذا القياس أحد الخيارات المتبقية الوحيدة، وفي الوقت نفسه قررت حكومة تشينغ إعادة إدخال العملة الورقية.   تألفت النقود الورقية لشيانفنغ من نوعين من الأوراق النقدية الورقية، الأول مقوم بالعملة الصينية، أو النقود النحاسية؛ والثاني بالتايل الفضي.  
بعد أن استولى متمردو تايبينغ على نانجينغ، أدركت حكومة تشينغ مدى ضخامة التمرد وبدأت في إصدار عملات جديدة بما في ذلك أوراق التايل هوبو جوانبياو. اتُخذ قرار إدخال هوبو جوانبياو على عجل خلال ربيع عام 1853 بسبب الصدمة الهائلة لفقدان نانجينغ.  ولأن نانجينغ سقطت في يد مملكة تايبينغ السماوية، فقد أُحيلت مدفوعات الرواتب في المدينة وبدأ الجدل يحتدم داخل وزارة الإيرادات، وبدأت التكهنات تنتشر حول تنفيذ حظر وشيك على الأوراق النقدية القابلة للتحويل التي تصدرها البنوك الخاصة من نانجينغ (錢票) وإنشاء ضريبة على المتاجر (鋪稅).  غادر التجار المقيمون، وخاصة بنوك شانشي التجارية، التي كانت تميل إلى التعامل مع أعمال التحويلات المالية على مستوى الإمبراطورية، نانجينغ. أدى ذلك إلى مهاجمة الناس للبنوك المحلية لسحب مدخراتهم في اندفاع نحو البنوك مما أدى إلى إفلاس العديد منها.  خلال هذا الوقت، أُعلِن عن حملة تبرعات بين البنوك الصينية المحلية بالإضافة إلى بيوت تجار الحرير والشاي الرئيسية في يوليو من عام 1853. وحتى نهاية العام، أسفرت هذه الحملة عن 339000 تايل من الفضة وأكثر من 190000 سلسلة من العملات النقدية المصنوعة من سبائك النحاس.  ردًا على الاضطرابات المستمرة، أصدر الإمبراطور شيانفينج درجة تضمنت ثلاثة وعود، كان الوعد الأول هو أن جميع المناقشات حول تنفيذ مساهمات التجار (商捐)، أو ضريبة التجار (商稅)، أو إصدار ضرائب لكل أسرة (按戶收錢) يجب أن تتوقف، وذكرت النقطة الثانية أن المسؤولين من ذوي الرتب المتوسطة والمنخفضة يجب أن يستمروا في تلقي رواتبهم، وثالثًا أنه يجب إصدار النقود الورقية الحكومية (鈔)، وفي الوقت نفسه ستستمر الأوراق النقدية المنتجة بشكل خاص في القبول. 

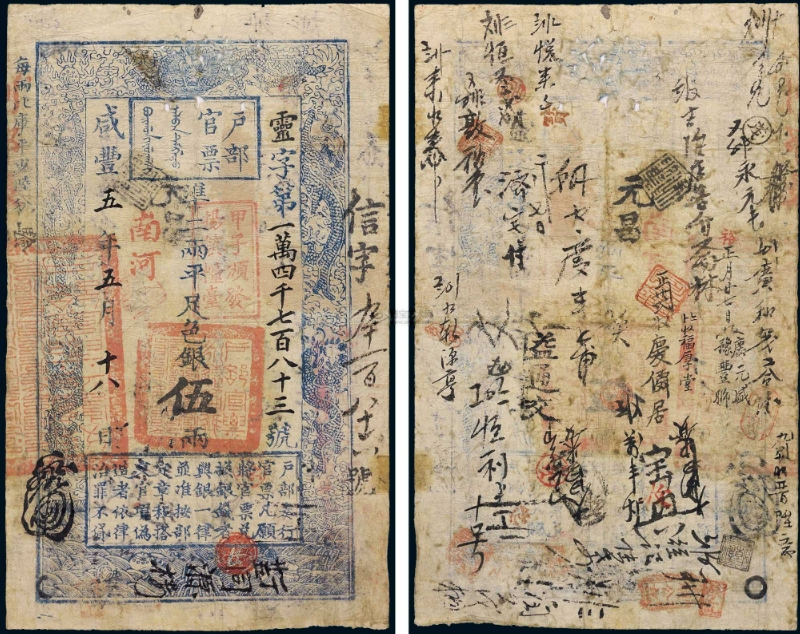
ورقة هوبو غوانبياو (戶部官票) تحمل الكثير من الموافقات، كما هو معتاد في الإصدارات السابقة حيث يشير هذا إلى أن هذه الأوراق النقدية كانت مقبولة على نطاق واسع.

### المقدمة والتوزيع
قُدِّمَت هوبو غوانبياو القائمة على سيسي الفضي إلى جانب عملة كنز تشينغ النقدية القائمة على العملات النقدية المصنوعة من سبائك النحاس من قبل الحكومة الصينية خلال السنة الثالثة من عصر تشيان فينغ(1953) وكان الاختلاف الرئيسي بينهما هو ما يمكن تحويله. وبسبب هذا، فقد أشار إليها الشعب الصيني أيضًا باسم "Yinpiao" (銀票، "أوراق نقدية فضية").  اتبع تقديم أوراق التايل هوبو غوانبياو إلى حد كبير الاقتراح الأصلي الذي طرحه Huashana ، حيث أُصدِرَت أوراق التايل الحكومية الأصلية بفئات أصغر وتُعومِل مع توزيعها من خلال دفع 20٪ من رواتب المسؤولين المدنيين الذين يستخدمونها.  في حين قُدِّمَت كل من هوبو غوانبياو وأوراق كنز تشينغ النقدية في عام 1853، أوقِفت هوبو غوانبياو في وقت سابق من عام 1858 (تشيانفينغ 8) مع إيقاف بعض الفئات قبل انتهاء السلسلة بدءًا من عام 1856 (تشيانفينغ 6). 
كان من المقرر في الأصل استخدام عملة هوبو جوانبياو لدفع رواتب المسؤولين الحكوميين، وذلك لأن وزارة الإيرادات أفادت بأن مخزونها الفعلي من الفضة في خزنتها كان منخفضًا للغاية بالنسبة لهذه المدفوعات الفورية.  في صيف عام 1853، وُسِّع استخدام عملة هوبو غوانبياو لتشمل جميع النفقات الحكومية الأخرى من أجل استبدال الفضة الفعلية. 
نصت لوائح التجربة الأولية لعملة غوانبياو (試行官票章程) على أن أوراق هوبو غوانبياو النقدية قابلة للاسترداد نقدًا في كل من العملات الفضية أو العملات النقدية المصنوعة من سبائك النحاس (أو الأوراق النقدية المقومة بالعملات النقدية) في البنوك المحلية.  عندما استُخدمت أوراق هوبو غوانبياو تايل لأول مرة لدفع رواتب المسؤولين الحكوميين في الشهر الثاني من عام 1853، كانت حكومة أسرة تشينغ قد وعدت بأنه بعد فترة ستة أشهر، يمكن للناس أن يأخذوا أوراق هوبو غوانبياو تايل إلى الخزانة الإمبراطورية لاستردادها بقيمتها المعلنة بالفضة.  ويبدو أنه بحلول الشهر الثامن من عام 1853 لم يوفى بهذا الوعد من قبل الحكومة.  لم يتبين أن هذا قابل للتنفيذ حيث رفضت محلات الصرافة الرسمية في بكين الدفع بالفضة، ولم يكن من الممكن إجبار البنوك التجارية على الدفع أيضًا.  وهذا يعني فعليًا أن الأوراق النقدية غير قابلة للاسترداد.  صدرت هوبو غوانبياو بفئات 1 تايل، و3 تايل، و5 تايل، و10 تايل، و50 تايل.   وعلى الرغم من قيمتها الاسمية، منعت وزارة الإيرادات الحكومات الإقليمية من دفع الفضة الفعلية مقابل هوبو غوانبياو. ولم يُسمح إلا للضباط العسكريين والموظفين المدنيين في المقر العسكري باستبدال أوراق التايل الخاصة بهم بالفضة.  اقتصر تداول فاتورة هوبو غوانبياو على مقاطعة إصدارها، كما مُنعت الحكومات الإقليمية من إعادة الأوراق النقدية إلى بكين كجزء من دفع حصصها الضريبية السنوية.  أدت كل هذه السياسات إلى ارتباك هائل حول ما يجب فعله بالفعل مع هوبو غوانبياو.  رفضت الحكومات الإقليمية اتباع الشروط التي وضعتها الحكومة الصينية الإمبراطورية، ودفعت مقاطعات مثل جيانغسو وجيجيانغ أجزاء من ضرائبها باستخدام أوراق هوبو جوانبياو، وسمحت مقاطعة فوجيان باستردادها بالعملة الفضية داخل حدودها.  لم تكن جميع الاستثناءات إيجابية للشعب، فبينما من الناحية النظرية، يمكن دفع 50% من جميع الضرائب باستخدام أوراق هوبو غوانبياو التايل، قبلت بعض المقاطعات وبعض القضاة المحليين 30% فقط أو حتى رفضوا المدفوعات المقدمة باستخدام هوبو غوانبياو تمامًا  
في صيف عام ١٨٥٣، مُنحت القيادة العسكرية ومختلف الكنوز الإقليمية مليوني تايل على شكل أوراق نقدية من فئة هوبو غوانبياو من وزارة الإيرادات، وكان هذا تغييرًا عن الخطة الفاشلة لوزارة الإيرادات لاقتراض الفضة مقابل أموال المساهمات الإقليمية. كانت الخطة الجديدة استخدام الفضة المُدّخرة من خلال عدم دفع أجزاء من الرواتب القانونية، ليكون هذا بمثابة احتياطي نقدي لدعم هوبو غوانبياو.  وبدلًا من طرح أوراق هوبو غوانبياو بسلاسة في الأسواق المحلية، أُغرِقت (لانفا) على موردي السلع والخدمات إلى بيروقراطية حكومة تشينغ، ولم يكن من السهل قبولها كمدفوعات ضريبية للحكومة من قبل هؤلاء الموردين أنفسهم.  في مدينة بكين ، عاصمة أسرة تشينغ، كان تداول هذه الأوراق النقدية واسع النطاق واستخدمت الحكومة ثلاث قنوات مختلفة لتوزيعها في السوق وهي منطقة بكين الحضرية الموجودة بالفعل وخزائن المقاطعات التي أُنشِئَت حديثًا والمفوض العسكري.  من خلال الاستفادة من البيروقراطية الموجودة بالفعل في منطقة بكين الحضرية، أُدخِلَت الأوراق النقدية الجديدة إلى سوق بكين بسهولة وسرعة أكبر، وبهذه الطريقة سيحصل جميع المسؤولين الحكوميين في المدينة والمقاولين من القطاع الخاص الذين يعملون هناك على نسبة مئوية من رواتبهم في أوراق تايل هوبو غوانبياو.  لتوزيع هذه الأوراق النقدية في المقاطعات خارج بكين، ستستخدم وزارة الإيرادات خدمات البنوك الخاصة التي عينتها الحكومة خصيصًا لغرض طرحها في الأسواق المحلية.  نظرًا للأهمية القصوى لـ " بنوك شانشي " للاقتصاد الصيني، قررت وزارة الإيرادات استخدام هذه البنوك لغرض التعامل مع أوراق حكومة هوبو غوانبياو القائمة على التايل الفضي والمعاملات التي تتم باستخدامها.  الطريقة الثالثة والأخيرة التي وزعت بها حكومة أسرة تشينغ أوراق تايل هوبو غوانبياو للتداول العام كانت من خلال الإدارات المختلفة التابعة للجيش الصيني حيث كانت هذه المؤسسات مسؤولة عن دفع رواتب الجيش والبحرية.  ونظرًا لأن الجنود ومشاة البحرية كانوا يتقاضون رواتب جزئية باستخدام هوبو غوانبياو، فقد ضمن ذلك أن هذه الأوراق النقدية ستشهد تداولًا أكبر في الأماكن التي يتمركزون فيها، وكان هذا صحيحًا بشكل خاص بالنسبة للمناطق المحيطة بالقناة الكبرى حيث كانت إحدى الاستراتيجيات العسكرية الأساسية المستخدمة أثناء الحرب مع مملكة تايبينغ السماوية هي الاحتفاظ بهذا الممر المائي بأي ثمن لأنه كان حيويًا للغاية للحرب. 
أُرسلت أوراق تايل هوبو غوانبياو من بكين إلى المقاطعات الأخرى في الصين كوسيلة لدفع نفقات الحكومة الإمبراطورية على المشاريع العسكرية أو الإنشائية.  نصت اللوائح الحكومية المتعلقة باستخدام أوراق تايل هوبو غوانبياو على أنه يجب دفع 80٪ من جميع النفقات الحكومية باستخدام الفضة الحقيقية بينما يجب دفع 20٪ باستخدام أوراق تايل هوبو غوانبياو.  عُدِّل هذا المعدل لاحقًا إلى 50/50 في مكان ما في أواخر عام 1853. 
شهدت أوراق التايل هوبو غوانبياو تداولًا محدودًا في السوق الصينية، وكان هذا يرجع إلى حد كبير إلى قيمتها الاسمية العالية، مما يعني أنها أثبتت أنها غير ملائمة للتبادلات اليومية إلى حد ما.  وعلاوة على ذلك، لم تكن مدعومة بأي فضة فعلية مما يعني أنها لم تكن قابلة للتحويل إلى أموال فضية فعلية. 
لم تكن أوراق كنز تشينغ النقدية وأوراق التايل هوبو غوانبياو هي الحلول الوحيدة التي قدمتها الحكومة الصينية لإصلاح أزمتها المالية، ولكن التنفيذ الفعلي لهذه الحلول اختلف بشكل كبير من مقاطعة إلى أخرى.  ومع ذلك، فإن الدراسات العلمية المحيطة بالتأثيرات المحيطة بإدخال هذه الأنواع الجديدة العديدة من الأموال وما هو التأثير الذي لعبته جميعها في النظام النقدي الجديد، في حين أن أوراق كنز تشينغ النقدية وأوراق التايل هوبو غوانبياو لم تكن قابلة للتحويل فعليًا إلى عملة صعبة، إلا أنها كانت ذات سعر ثابت لبعضها البعض وتودوِلَت في جميع أنحاء إمبراطورية ماتشو. 
خلال الشهر التاسع من عام 1853، أنشأت أسرة تشينغ بنوكًا حكومية رسمية لتبادل أوراق تايل هوبو غوانبياو.  ومع ذلك، رفضت هذه البنوك الحكومية الرسمية استبدال هذه الأوراق النقدية بأي فضة حقيقية. وبدلاً من ذلك، كانت البنوك الرسمية تستبدل أوراق تايل هوبو غوانبياو، بالإضافة إلى أوراق كنز تشينغ، بداكيان وأوراقها النقدية الخاصة.  خلال الشهر التاسع من عام 1853، كان من الممكن استبدال ورقة هوبو غوانبياو بقيمة 1 تايل في هذه البنوك مقابل 200 عينة من 10 وين داتشيان. في نفس اليوم، كان سعر الصرف في السوق لسيسي الفضة الحقيقية مقابل العملات النقدية القياسية المصنوعة من سبائك النحاس هو 1 تايل من الفضة مقابل 2500 وين في تشيتشيان .  بالإضافة إلى ذلك، في هذه المرحلة، انخفضت قيمة داتشيان بالفعل بأكثر من 40٪.  
وقد زعم بعض المسؤولين العاملين في وزارة الإيرادات أن الحكومة يجب أن تكون متحفظة للغاية في إصدار هوبو غوانبياو للتداول، حيث زعموا أن استخدام الأوراق النقدية الفضية كوسيلة للتغلب على نقص الفضة بسبب الحرب المستمرة مع متمردي تايبينغ كان فعالاً طالما أن إصدار الأوراق النقدية كان محدودًا بنسبة 20٪ فقط من جميع المدفوعات التي أجرتها حكومة أسرة تشينغ، وقد أُجريَ استثناء ملحوظ لأشخاص مثل الجنرالات والأمراء الإمبراطوريين الذين تلقوا مدفوعاتهم بالكامل بالفضة تقليديًا.  ذكر النقاد الذين دعموا النقود الورقية في نصبهم التذكارية لعرش تشينغ أن وزارة الإيرادات كانت مترددة للغاية بشأن سياساتها النقدية وأنها جاءت متأخرة جدًا.  طالب العديد من النقاد بأن تكون الأوراق النقدية الحكومية قابلة للتحويل بالكامل إلى عملات معدنية وأن يُتعامل معها كعملة قانونية في 100٪ من جميع المعاملات الحكومية ويمكن تداولها في جميع أنحاء إمبراطورية تشينغ دون القيود التي فرضتها عليها وزارة الإيرادات حاليًا. اقترح بعض النقاد أنه يجب تقديمهوبو غوانبياو قسراً إلى الناس كسندات ضريبية، والتي ستسددها الحكومة الصينية على مدى بضع سنوات في شكل خصومات على ضريبة الأراضي.  كما صرح العديد من هؤلاء المسؤولين بعدم موافقتهم على تداول أوراق النقد الخاصة بالمحلات التجارية وأن هذه الممارسة يجب أن تتوقف لمنع الإفراط في تداول العملة الورقية بشكل عام.  في الوقت نفسه، كانت هناك مخاوف من أن الأوراق النقدية التي أصدرتها الشركات الخاصة ستصبح تهديدًا لائتمان أوراق التايل هوبو غوانبياو التي أصدرتها الحكومة، في حالة إفلاس البنوك الخاصة. وأخيرًا، حث بعض المسؤولين الحكوميين على أن يقتصر تداول هوبو غوانبياو على العاصمة بكين فقط. 
وانغ ماويين ، الرقيب الإمبراطوري الذي كان مؤيدًا قويًا لهذه السياسة الأكثر تحفظًا في تداول النقود الورقية، كان يخشى أن تُجبر البنوك الخاصة على الاستمرار في سداد فوائد الودائع الحكومية مع عدم قدرتها على استرداد الفضة الفعلية اللازمة للاحتياطيات. لم يكن وانغ يعلم أن أموال المساهمات الإقليمية الصينية لن تظل قابلة للتنبؤ بها مع مرور الوقت.  كما انتقد وانغ ماويين خطة وزارة الإيرادات لأخذ الأموال من صندوق جيانشنغ الفضي (監銀) في أوائل عام 1853، وكان اعتراضه الأكبر هو عدم سيطرة الوزارة على المساهمات التي ستكون ضرورية لاحقًا لاسترداد رأس المال. بلغ إجمالي إصدار أوراق تايل هوبو غوانبياو التي اقترحتها وزارة الإيرادات 2000000 تايل. ستأتي غالبية الأموال المخصصة من الودائع المصرفية للحكومات الإقليمية والتي خططت الحكومة الصينية الإمبراطورية لتخصيص ثلثها لتمويل هذه الإصدارات. في ذلك الوقت، بلغت الودائع المصرفية للحكومات الإقليمية في الصين 6,114,000 تايل من الفضة و710,110 سلسلة من العملات النقدية القياسية إجمالاً (ثلث هذا المبلغ سيكون 1,833,000 تايل من الفضة و213,033 سلسلة من العملات النقدية القياسية).  نُقِل على وجه السرعة إلى وزارة الحرب بسبب اقتراحاته لتطبيق سياسة إصدار أوراق نقدية أكثر تحفظًا. 
تودوِلَت أوراق التايل هوبو غوانبياو الجديدة جنبًا إلى جنب مع العملات المحلية السابقة، وتودوِلَت معها منذ البداية. تغير هذا الوضع بعد خمسة أشهر عندما قررت الحكومة الصينية الإمبراطورية تعليق تحويلها إلى عملات فضية حقيقية، مما جعلها فعليًا عملة ورقية . ووفقًا لفرانك كينج ، كانت أوراق التايل هوبو غوانبياو لا تزال قابلة للتحويل نظريًا إلى عملات نقدية من سبائك النحاس وأوراق نقدية من كنز تشينغ، إلا أنه لم يكن من الممكن تطبيق هذه القابلية للتحويل فعليًا. 

في الواقع، لا يوجد سوى القليل جدًا من الأدلة التي تشير إلى أن عملة هوبو غوانبياو قد استُخدمت بالفعل في أي معاملات خاصة للأعمال، بل من المرجح أنها استُخدمت في معاملات التجزئة التي كانت تعتمد على العملات النقدية.  في نهاية عام 1853، توقفت البنوك الخاصة في مدينة بكين عن صرف العملات النقدية المصنوعة من سبائك النحاس مقابل عملة هوبو غوانبياو؛ وكان تأثير ذلك على أولئك الذين تلقوا هذه الأوراق النقدية كجزء من رواتبهم في بكين مدمرًا تمامًا. قال أحد المراقبين المعاصرين للوضع في نهاية عام 1853 عن ذلك: 
قرب نهاية عام 1853، قدمت وزارة الإيرادات أوراق نقدية غير قابلة للتحويل من فئة الكنز تشينغ من أجل تلبية الطلب على الأوراق النقدية من الفئات الصغيرة في مدفوعات الرواتب، لاستخدامها في مواقع البناء التابعة للحكومة المركزية، ولضمان أن أوراق تايل هوبو غوانبياو لديها الفرصة لاستردادها في أوراق نقدية رُبِطَت بسعر ثابت من 1 تايل إلى 2000 ون .  ومع ذلك، مثل أوراق نقدية تايل هوبو غوانبياو، خُصِمت القيمة الفعلية لعملة هوبو غوانبياو بشدة في السوق. في عام شيانفينغ 3 (1853)، منحت وزارة الإيرادات الحكومات الإقليمية المحلية في الصين إذنًا لإصدار أوراق نقدية مقومة بعملات نقدية من سبائك النحاس وتايل فضية مباشرة، حملت هذه الأوراق النقدية ختمها الرسمي وكانت صالحة في جميع أنحاء الإمبراطورية. 

### التضخم والاستهلاك
بدلاً من إظهار ضبط النفس، أمرت حكومة أسرة تشينغ بإنتاج أوراق نقدية من فئة أكبر لتتناسب مع نفقاتها الباهظة.   فُرِضَت كل من أوراق كنز تشينغ وهوبو غوانبياو بشكل متزايد على مقاطعات الصين نفسها بأعداد متزايدة حتى النقطة التي تودوِلَت فيها في معظم مقاطعات هذه المنطقة. 
كان بعض الناس على استعداد بالفعل لشراء أوراق تايل هوبو غوانبياو (بخصم)، وكانوا يستخدمونها لاحقًا كجزء من دفع الضرائب أو لأشياء أخرى مثل شراء سندات الملكية.  ومع ذلك، فإن صعوبة دفع الضرائب باستخدام أوراق تايل هوبو غوانبياو من شأنها أن تقوض مصداقيتها في السوق بشكل أكبر.  وقد ضمن هذا انخفاض قيمتها بسرعة في سوق الصرف:  وبحلول نهاية عام 1856، لم يكن من الممكن استبدال ورقة هوبو جوانبياو بقيمة 1 تايل إلا بمبلغ يتراوح بين 800 و900 ون في تشيتشيان، وهذا يعني أنها عانت من انخفاض في قيمتها بأكثر من 60٪ في السوق.  وعلاوة على ذلك، في عام 1859، انخفضت أوراق تايل هوبو غوانبياو إلى 5٪ فقط من قيمتها الاسمية. 
مع زيادة مقدار التضخم الذي يؤثر على الفواتير، وُضِعَ المزيد من الضغط للمساعدة في فرض سياسات وزارة الإيرادات الصارمة.  إذا اُكتُشِفَت مخالفات بعد التحقيق، فستصدر الحكومة إجراء عقابيًا نتيجة لذلك. بعد اكتشاف الفساد بين البنوك المصدرة للأوراق النقدية من قبل سوشون ، الذي كان رئيسًا لوزارة الإيرادات في عام 1859، أُجرِيَ 100 اعتقال لوجهاء فاسدين وتجار أثرياء.  في ذلك العام، دمر حريق في مكاتب وزارة الإيرادات معظم السجلات.  نظرًا للاشتباه في تواطؤ المسؤولين الفاسدين، اعتقلت الحكومة المزيد من الأشخاص.  اُتُّخِذَت تدابير وإجراءات الشرطة لفرض قوانين العملة الجديدة التي كانت أكثر في التقاليد العسكرية المانشو من تلك الخاصة بالسلطات المدنية الصينية في سلالة تشينغ.  ومع ذلك، فإن هذه الإجراءات التي تُتَّخَذ عندما رفض الشعب الصيني قبول الأوراق النقدية حدثت دون تصحيح السبب الجذري للمشاكل، وأثبتت أنها تؤدي فقط إلى تعجيل إضعاف وإلغاء سلسلة أوراق كنز تشينغ النقدية وأوراق هوبو غوانبياو في نهاية المطاف. 
ستستمر الأوراق النقدية الحكومية والعملات الأخرى في فقدان قيمتها السوقية إلى الحد الذي بدأت فيه الحكومة نفسها في رفض قبول أوراق تايل هوبو غوانبياو كشكل من أشكال دفع الضرائب على ضريبة الأرض ودفعات الجزية للحبوب، على الرغم من أن هوبو غوانبياو لا تزال مقبولة في الجمارك وضرائب الملح بالإضافة إلى شكل من أشكال الدفع لبيع المكاتب واستمر إصدارها كجزء من رواتب الحكومة والمخصصات في مدينة بكين.  أدت هذه السياسة إلى انخفاض قيمة أوراق تايل هوبو غوانبياو بشكل أسرع مما أدى في النهاية إلى إلغائها.  
في عام 1856، حلت أوراق كنز تشينغ النقدية محل هوبو غوانبياو في مدفوعات ضريبة الأراضي، وجرى ذلك من أجل تجنب خسائر سعر الصرف للفلاحين الأكثر فقراً حيث كانت التزاماتهم الضريبية تُحسب عادةً على أنها مجرد أجزاء من التايل مما يجعل استخدام هوبو غوانبياو غير مفيد بالنسبة لهم.  ستظل هوبو غوانبياو شكلاً من أشكال العطاء القانوني لدفع ضرائب الملح وضرائب الشاي والجمارك حيث كانت هذه الضرائب عادةً ما تنطوي على مبالغ أكبر من المال، ولكن نطاق أوراق التايل سيكون محدودًا بشدة من خلال هذه الخطوة.  كانت ممارسة بيع المكاتب لا تزال تتم في الغالب باستخدام أوراق التايل هوبو غوانبياو وشراء المكاتب باستخدامها ظلت آمنة للغاية، مما جعل هذا بيع المكاتب للمساهمات الطريقة الأكثر موثوقية لسحب هوبو غوانبياو من قبل الحكومة بعد دخولها إلى التداول من خلال الرواتب.  اتسمت أوراق هوبو غوانبياو بانخفاض كبير في قيمتها عند استبدالها نظرًا لعدم إمكانية استردادها، مما أدى في النهاية إلى رفضها تمامًا من قِبل الحكومة الصينية. وبنهاية مخزية، فقدت أوراق هوبو غوانبياو قيمتها تمامًا واختفت تمامًا من السوق بحلول عام 1863. 
حتى عام تشيانفينغ 4 (1854) كان يُعمل العديد من التظهيرات على ظهر أوراق هوبو غوانبياو تايل مما يؤكد حقيقة أنها لا تزال مقبولة بشكل عام من قبل الجمهور الصيني كشكل من أشكال الدفع.  ومع ذلك، بحلول عام تشيانفينغ 5 (1855) بدا الأمر كما لو أن الشعب الصيني قد انقلب عليها باعتبارها سند صرف صالح بسبب التضخم حيث كانت الأوراق النقدية المنتجة بعد هذه الفترة تحتوي على عدد أقل وأقل من التظهيرات، وبحلول عام تشيانفينغ 9 (1859) رفض الناس قبول أوراق Tael هذه تمامًا. وبحلول ربيع عام 1859، انخفضت قيمتها إلى 5٪ فقط من قيمتها الاسمية .  وفي نهاية فترة تداولها الرسمية، تودوِلَت أوراق هوبو غوانبياو المتبقية في شوارع بكين بخسارة 99٪ مقارنة بقيمتها الاسمية. 
قبل عام شيانفينغ السابع (1857)، نادرًا ما استُخدمت أوراق هوبو غوانبياو في شراء المكاتب، ومع ذلك، بحلول عام شيانفينغ العاشر (1860)، انخفضت أسعار الفضة نسبيًا، وكان الاستخدام الرئيسي لأوراق هوبو غوانبياو تايل كسندات دين للرواتب غير المدفوعة. كان مستلمو هذه السندات، سواء كانت أوراق هوبو غوانبياو تايل قابلة للاسترداد (نظريًا) أو ما يُسمى شيانغبياو (餉票، "فواتير الدفع")، يبيعون بشكل رئيسي مستحقاتهم على الرواتب بالفضة لمشتري المكاتب الذين استخدموا هذه الأوراق لشراء المكاتب. لا يوجد دليل على تداول أوراق شيانغبياو هذه فعليًا في الاقتصاد، ولا يوجد أي دليل على استبدالها برواتب. لذلك، بحلول ذلك الوقت، كانت أوراق التايل تُستخدم بشكل أكثر شيوعًا لشراء سندات ملكية المكاتب من خلال برنامج بيع المكاتب لحكومة تشينغ. مثل عملة هوبو غوانبياو، استُخدمت عملة شيانغبياو حتى عام ١٨٦٨، عندما أصدرت الحكومة الإمبراطورية مرسومًا يحظر جميع الأوراق النقدية الحكومية. وكما هو الحال في العاصمة بكين، أدى استخدام هذه الأوراق إلى انخفاض أسعار المكاتب، إلا أنها في المقابل خففت جزئيًا من التداعيات الاجتماعية الناجمة عن عدم دفع رواتب العسكريين.     
قبل أن تنخفض قيمتها بشكل كبير كما حدث، أصدرت وزارة الإيرادات بالفعل أوامر بوقف إنتاج وتوزيع أوراق هوبو غوانبياو في عام شيانفينج السابع (1857).  خلال العام الأخير الذي صدرت فيه أوراق هوبو غوانبياو، أنتجت الحكومة الصينية 60,200,000 تايل فضي من النقود الورقية إلى السوق. خلال هذه الفترة نفسها، بلغ إجمالي الإيرادات الضريبية التي جمعتها الحكومة الصينية الإمبراطورية 86,600,000 تايل فقط من الفضة. بعد اعتلاء الإمبراطور تونغتشي عرش سلالة تشينغ، انتهت هذه السياسة النقدية.  طُبِع ما مجموعه 9,780,000 تايل من أوراق هوبو غوانبياو بحلول الوقت الذي أُلغيت فيه رسميًا. بعد هذه النقطة، كانت جميع الإصدارات اللاحقة من النقود الورقية الصينية الرسمية هي أوراق كنز تشينغ المقومة بعملات نقدية من سبائك النحاس حيث بدأت أوراق التايل في الاختفاء ببطء من السوق. 
في دراسة أجريت عام 1962، استشهد يانغ دوانليو بمذكرات كُتبت للإمبراطور شيانفينغ، والتي حاولت أن تُظهر له أن أمره للمقاطعات بالاحتفاظ بخمسين بالمائة من احتياطياتها من الفضة قد تجاهلته السلطات الإقليمية، وأن النسبة الفعلية للاحتياطيات تختلف اختلافًا كبيرًا بين المقاطعات المختلفة. في غضون ذلك، لم تحتفظ بعض المقاطعات الصينية بأي احتياطيات من الفضة على الإطلاق، في حين أن مقاطعة خنان (وهي مقاطعة قريبة جدًا من العاصمة بكين) لم تقبل حتى أوراق هوبو غوانبياو التي أصدرتها بنفسها كشكل من أشكال دفع الضرائب الإقليمية. يدعي يانغ أن هذه النسب الاحتياطية غير الكافية والعصيان المحلي لقوانين ومراسيم الحكومة الإمبراطورية كانت السبب في اختفاء أوراق الحكومة الحكومية تمامًا من التداول بحلول عام تشي شيانغ 1 (1862).  في هذه الأثناء، اقترح جيروم تشين أن وزارة الإيرادات جعلت التضخم الجامح أسوأ بكثير من خلال إصرارها على عدم جواز تحويل أكثر من نصف التحويلات الضريبية الفردية إما باستخدام أوراق كنز تشينغ أو هوبو غوانبياو تايل مع المطالبة ببقية الضرائب إما بعملات نقدية أو فضية. 
يشير نيف هوريش إلى أن سبب معاناة سلالة تشينغ من التضخم المفرط في عهد الإمبراطور شيانفينغ لم يكن فقط لأن الأوراق النقدية التي أصدرتها الحكومة في ذلك الوقت لم تكن مدعومة بشكل كافٍ بالعملة الصعبة ، بل لأن الإمبراطور شيانفينغ وافق على إصدار داكيان التي تعرضت لانخفاض كبير في قيمتها وسوء حظها. وألقى هوريش باللوم على تعويضات الحرب البالغة 9,200,000 تايل، والتي فرضتها القوى الأجنبية على تشينغ في أعقاب حروب الأفيون والتي طُلبت من تشينغ في مارس من عام 1850، كدافع قوي لنظام شيانفينغ لبدء تخفيض عملته على الرغم من أن العملات النقدية ذات الفئات العالية والقيمة الجوهرية المنخفضة كانت لها سمعة ملطخة عبر التاريخ الصيني.  في ديسمبر 1850، ظهر تهديد أكبر بكثير لحكم تشينغ في شكل حرب أهلية كبرى خلال تمرد تايبينغ مما يعني أن إصدار داتشيان والعملة الورقية كان يُنظر إليه على أنه إجراء طارئ أخير كان على الحكومة أن تتخذه من أجل استمرار حكمها.  وفقًا لتشين فإن العديد من مسؤولي المحكمة الذين أعربوا عن دعمهم لاستخدام الأوراق النقدية كانوا أيضًا لصالح إصدار داتشيان وحتى العملات النقدية الحديدية كوسيلة للتخفيف من الأزمة المالية بالإضافة إلى النقص العام في العملات النقدية النحاسية التي تسبب فيها متمردو تايبينغ الذين توسعوا عبر جنوب شرق الصين . 
استمرت أوراق النقد الصادرة عن كنز تشينغ وأوراق التايل الصادرة عن هوبو جوانبياو في القبول في ممارسة البيع المكتبي واستمرت في التداول في مقاطعات الصين نفسها كسندات غير مدرة للفائدة حتى عامي 1867 و1868، عندما أُعلن رسميًا أن جميع الأوراق النقدية الصادرة عن الحكومة غير صالحة. 

### العواقب
كان هناك عودة تدريجية إلى نظام العملة التقليدية ثنائية المعدن، وبحلول عام 1861 تُخُلِّيَ عن جميع العملات الجديدة في عصر شيانفينج، مع الاستثناء الملحوظ وهو عملة 10 وين داتشيان التي استمر إنتاجها حتى إلغاء العملات النقدية نفسها. 
وفقًا لذكرى صادرة عن وزارة الإيرادات، بلغ إجمالي قيمة أوراق تايل هوبو غوانبياو الصادرة خلال الفترة من عام 1853 إلى عام 1860، 9,781,200 تايل.  هذا الرقم ليس مرتفعًا بشكل خاص، وقد استُخدمت حصة كبيرة من أوراق تايل هوبو غوانبياو خارج مدينة بكين.  كما لم تُميز سجلات خزانة تشينغ في تلك الفترة الأوراق النقدية المقومة بتايل الفضة عن الفضة الحقيقية.  في سجلات خزانة تشينغ، سُجلت جميع المعاملات التي تستخدم "التايل" كوحدة حساب دائمًا على أنها "تيل فضي" دون تمييز ما إذا كانت هذه "التايل الفضية" فضة حقيقية أم أوراق تايل هوبو غوانبياو، وبالتالي فإن الرقم السنوي الفعلي لأوراق تايل هوبو غوانبياو التي ضُخَّت في سوق بكين من خلال نفقات الحكومة الإمبراطورية لا يزال مجهولًا. 
بعد إلغاء ورقة كنز تشينغ وأوراق هوبو قوانبياو، توقفت حكومة سلالة تشينغ عن إصدار أي أوراق نقدية لعقود. استمرت المرحلة الأخيرة من إصدار أوراق حكومة تشينغ من عام 1897 حتى ثورة شينهاي التي أطاحت بالملكية في عام 1912. كانت هذه الإصدارات اللاحقة مختلفة جوهريًا عن الإصدارين السابقين لأنه بحلول ذلك الوقت، كانت الأوراق النقدية مستوردة من المطابع الغربية. غالبًا ما كانت هذه الأوراق النقدية الجديدة ذات شكل أفقي في التصميم وهو أمر جديد في المصطلحات الصينية. بسبب تصميماتها الأفقية وقضايا الأمان الأفضل، يصعب تزويرها من قبل المزورين الصينيين. صٌرِفت غالبية هذه الأوراق النقدية الجديدة من قبل البنوك الصينية الحديثة شبه الرسمية بناءً على النماذج التي قدمتها البنوك الغربية واليابانية في الصين.   
أنشأت وزارة الإيرادات بنكًا مركزيًا ، وهو بنك دا تشينغ ، في عام 1905. وكان هذا البنك يصدر آخر الأوراق النقدية الحكومية لسلالة تشينغ حتى الإطاحة بها.  

## قائمة الأوراق النقدية الحكومية المقومة بالتايل الفضي الصادرة خلال عهد شيانفينغ
قائمة الأوراق النقدية المقومة بالسيل الفضي الصادرة خلال عهد شيانفينج: 
| أوراق تايل شيانفنغ النقدية (1853–1858) | أوراق تايل شيانفنغ النقدية (1853–1858)                           | أوراق تايل شيانفنغ النقدية (1853–1858) | أوراق تايل شيانفنغ النقدية (1853–1858) |
| فئة                                    | سنوات الإنتاج                                                    | الحجم التقريبي (بالمليمتر)             | صورة                                   |
| -------------------------------------- | ---------------------------------------------------------------- | -------------------------------------- | -------------------------------------- |
| 1 ليانغ                                | شيانفنغ 3، شيانفنغ 4، شيانفنغ 5، شيانفنغ 6                       | 151 × 250                              |                                        |
| 3 ليانغ                                | شيانفنغ 3، شيانفنغ 4، شيانفنغ 5، شيانفنغ 6، شيانفنغ 7، شيانفنغ 8 | 152 × 248                              |                                        |
| 5 ليانغ                                | شيانفنغ 3، شيانفنغ 4، شيانفنغ 5، شيانفنغ 6، شيانفنغ 7            | 154 × 250                              |                                        |
| 10 ليانغ                               | شيانفنغ 3، شيانفنغ 4، شيانفنغ 5، شيانفنغ 6                       | 190 × 315                              |                                        |
| 50 ليانغ                               | شيانفنغ 3، شيانفنغ 4، شيانفنغ 5، شيانفنغ 6                       | 190 × 310                              |                                        |

## التصميم وميزات الأمان وعناصر التصميم

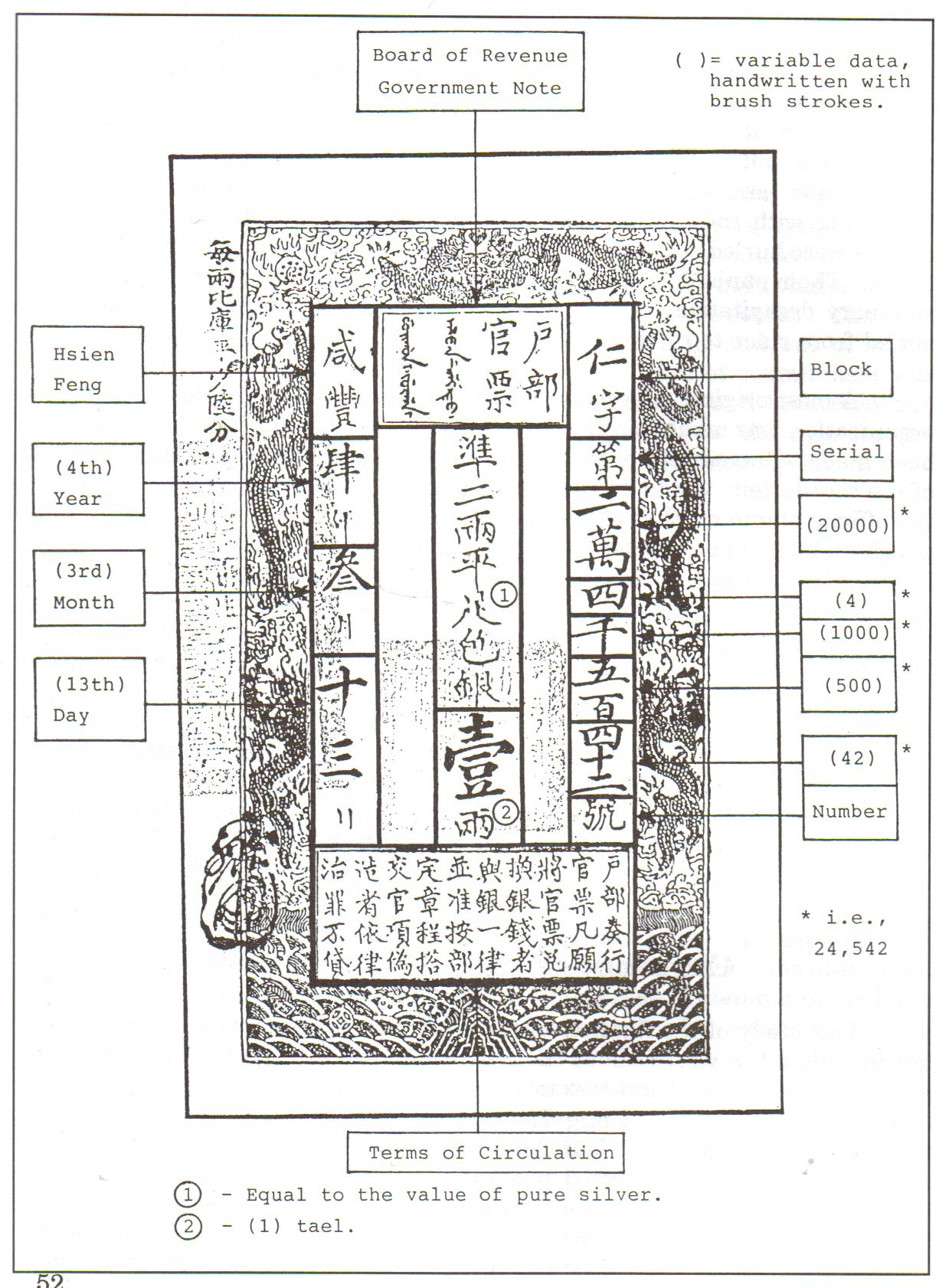
مخطط لأوراق نقدية حكومية من نوع هوبو غوانبياو.

طُبعت أوراق التايل هوبو غوانبياو بحبر أزرق داكن على ورق مصنوع يدويًا ، وكُتبت الأحرف الصينية عليها عموديًا، وكان مظهرها مشابهًا لجميع العملات الورقية الصينية القديمة التي سبقتها. كانت الأختام الرسمية (أو "الختم") عليها قرمزية اللون، وكانت التواريخ والأرقام التسلسلية مكتوبة بخط اليد بالحبر الأسود من قِبل الجهة المصدرة.  ومثل ورقة كنز تشينغ، ظهر التاريخ على الجانب الأيسر من الورقة وكُتب عموديًا داخل عمود. وعلى عكس ورقة كنز تشينغ، لم تقتصر "هوبو غوانبياو" على سنة الحكم (أو "تاريخ العصر") مثل "شيانفينغ 5"، بل حددت أيضًا يوم وشهر إصدار الورقة. 
من الجدير بالذكر أن عملة هوبو غوانبياو احتوت على تحذير لمزوري العملات بينما لم تكن عملة كنز تشينغ تحتوي على هذه التحذيرات، حيث احتوت أقدم العملات الورقية الصينية مثل النقود الطائرة ‏ من سلالة تانغ وجياوزي وهويزي وجوانزي جميعها على هذه التحذيرات. ويتكهن عالم العملات الأمريكي جون إي. ساندروك بأن الإمبراطور شيانفينج اعتقد أنه من غير الضروري إصدار تحذير بشأن عملة كنز تشينغ لأنها كانت ذات قيمة ضئيلة نسبيًا، بينما كان يُعدم أولئك الذين يصنعون أوراق هوبو غوانبياو المزيفة بقطع الرأس . أفاد الأجانب المقيمون في شنغهاي في عام 1857 أن الحكومة الصينية كانت تقطع رؤوس مزوري العملات بشكل شائع، مما يشير إلى أن هذه الممارسة كانت أمرًا شائعًا. 
تحمل أوراق النقد هوبو غوانبياو من مقاطعة Zhili عادةً طباعة حمراء قرمزية مكونة من حرفين في أعلى يسار المركز للإشارة إلى نقطة منشأها. 
طُبِعَت أوراق النقد الورقية تايل هوبو غوانبياو من خلال وجود ورقة أكبر من الورقة نفسها ضُغِطَت على الكتلة لاستقبال الطبعة.  تحتوي هذه الورقة الكبيرة على كل من الورقة النقدية والعداد، وكان العداد هو الجزء من الورقة النقدية الذي بقي لدى وزارة الإيرادات والذي اُستُخدِم لتسهيل الاسترداد. بعد طباعة الورقة النقدية، كان المسؤولون المختلفون المسؤولون عن الإصدار يضعون أختامهم بطريقة تتداخل مع الورقة المقابلة على اليمين. وبالتالي، بقيت أجزاء من طبعات الختم على العداد. بعد الانتهاء من ذلك، كُرِّرَت سلسلة الكتلة والرقم التسلسلي على العداد لأغراض التعريف والاسترداد عندما تُستَرَد الورقة النقدية لاحقًا، وبهذه الطريقة يمكن للمسؤولين مقارنة الأرقام التسلسلية على كل من الورقة النقدية المتداولة والعداد الذي تحتفظ به الحكومة الصينية لمعرفة ما إذا كانت عينة أصلية عن طريق التحقق من محاذاتها. 

### الأرقام التسلسلية
نظرًا لأن الحكومة أنشأت عددًا كبيرًا من مكاتب الإصدار في جميع أنحاء الصين، فقد أُنشِئ نظام لتتبع أي وكالة حكومية صينية أصدرت أي ورقة نقدية معينة. وقد اعتُبر هذا ضروريًا لأنه سيكون من الممكن استخدامه لمعرفة الأوراق النقدية الأصلية والمزورة عند تقديمها إلى الحكومة لصرفها بالتايل من السيسي الفضي.  كانت المنطقة التي تُتَداوَل فيها سلسلة أوراق النقد هوبو غوانبياو بالفعل في أي وقت من الأوقات تحددها في الغالب ثروات الحرب والمناطق المتبقية التي كانت لا تزال تحت سيطرة قوات تشينغ الإمبراطورية في ذلك الوقت. ومع استعادة المزيد من الأراضي التي كانت تحت سيطرة مملكة تايبينغ سابقًا بعد عام 1853، سارعت حكومة أسرة تشينغ إلى إصدار ورقة كنز تشينغ وأوراق هوبو غوانبياو في هذه المناطق المستعادة للتداول المحلي. 

## الأختام، والطبعات الفوقية، والتأييدات

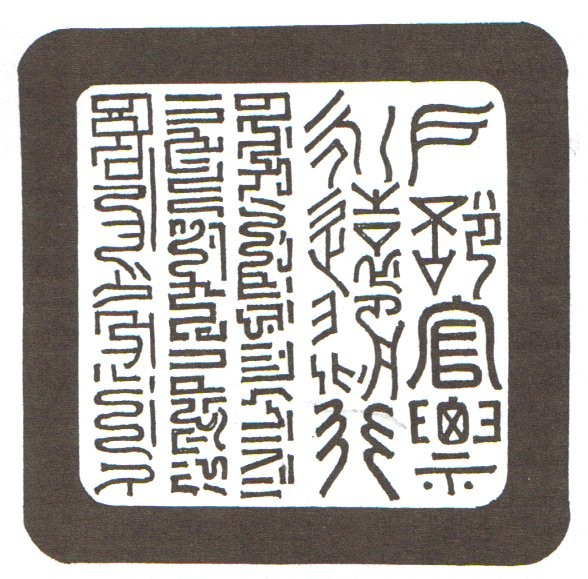
ختم وزارة الإيرادات الموجود في وسط جميع أوراق النقد الورقية من نوع هوبو جوانبياو (戶部官票).

اختلفت الأختام (أو "القطع") المستخدمة في أوراق تايل هوبو غوانبياو عن تلك الموجودة على أوراق النقد النقدية كنز تشينغ، وكان الختم الرئيسي الذي وضعته وزارة الإيرادات باللون الأحمر واحتوى على نص "ورقة مالية حكومية لوزارة الإيرادات" باللغتين الصينية الماندرينية والمانشو ، وقد عُثِر على هذا الختم على كل ورقة نقدية في سلسلة هوبو غوانبياو.  كان هناك ختم آخر موجود على كل عينة في هذه السلسلة وهو ختم " إدارة إصدار وزارة الإيرادات "، واسم هذه الإدارة مربك إلى حد ما، حيث لم تضع أي أوراق نقدية في التداول بالفعل.  كانت هناك 3 وكالات أخرى مصممة بالفعل لإصدار هذه الأوراق النقدية للتداول وهي حكومة منطقة بكين الحضرية، وخزائن المقاطعات، والمفوضيات العسكرية المختلفة. كانت كل هذه الوكالات تضع ختمها الخاص، وكانت هذه الأختام إما على شكل مربع أو مستطيل، وكانت موجودة على كلا الجانبين الأمامي والخلفي من أوراق التايل، وكان وجود هذه الأختام يعني أن الورقة النقدية دخلت التداول من خلال إحدى هذه الوكالات. 
كان من الشائع أيضًا وضع طبعات إقليمية برتقالية على أوراق نقدية من هوبو جوانبياو، وكان اسم المقاطعة مكتوبًا عموديًا باستخدام حرفين صينيين، باستثناء الطبعات الفوقية من منشوريا التي كانت تحتوي على ثلاثة أحرف (三東省).  صرح عالم العملات الأمريكي جون إي. ساندروك أنه رأى تشيلي ، وهينان ، وأنهوي ، وفنغتيان ، وتايوان ، ومنشوريا . 
شكل آخر شائع الاستخدام للطباعة الفوقية على أوراق التايل هو الطبعات العسكرية.  تظهر بألوان البرتقالي أو القرمزي أو الكستنائي وتكون على شكل أعمدة رأسية أو أفقية من الأحرف الصينية، أو في بعض الأحيان تأخذ شكل أربعة أحرف صينية محاطة بصندوق، وُضِعَت الطبعات العسكرية حصريًا على الجانب الأمامي (أو الوجه) من الورقة النقدية. 
مثال على طباعة عسكرية من مقاطعة قانسو : "هذه الورقة النقدية مخصصة للتداول حصريًا في مقاطعة قانسو. يمكن للتجار أو المدنيين استخدامها لدفع الضرائب الرسمية أو لإجراء معاملات سوقية أخرى". 
أُعيد إصدار بعض أوراق النقد الحكومية هوبو غوانبياو باستخدام طبعات مطبوعة يدويًا، والطباعة الأكثر شيوعًا من هذا النوع تكون باللون الأحمر وشكلها مستطيل مع نقش مكون من 8 أحرف والذي قد يقرأ شيئًا مثل "أعيد إصداره في الشهر العاشر من عام تشيانفينغ 6" (أي أكتوبر 1856)، اُستُخدِم هذا الختم على الأوراق النقدية بفئات 10 تايل و50 تايل. 